# MOPET CZ
MOPET CZ je transakční centrum pro mobilní platby a jeho cílem je vytvořit ze služby Mobito nový platební standard na trhu. Založení společnosti MOPET CZ bylo iniciováno v roce 2010 bankéři Tomášem Salomonem a Viktorem Peškou. K dalším akcionářům společnosti se kromě zakladatelů řadí čtyři banky – Česká spořitelna, GE Money Bank, Raiffeisenbank, UniCredit Bank a všichni mobilní operátoři – Telefónica, T-Mobile, Vodafone. Akcionáři společně pokrývají téměř 60 % retailového bankovního trhu a 100 % trhu mobilního. Společnost MOPET CZ získala k 18. květnu 2012 licenci České národní banky a povolení k zajištění mobilního platebního systému prostřednictvím elektronických peněz.